# Oxaguiã
Oxaguiã (em iorubá: òṣà ògìnyán), na mitologia iorubá, é um jovem guerreiro, seria filho de Oxalufã, identificado no jogo do merindilogum pelo odu ejionilê e representado materialmente e imaterial pelo candomblé, através do assentamento sagrado denominado ibá de Oxaguiã. Seu templo principal é em Ejibô, estado de Oxum, onde ostenta o título de Elejibô (Eléèjìgbó), ou Rei de Ejibô.
Em Lendas Africanas dos Orixás, Pierre Fatumbi Verger conta uma das lendas que Oxaguiã teria nascido em Ifé, bem antes de seu pai tornar-se o rei de Ifã. Oxaguiã, valente guerreiro, desejou, por sua vez, conquistar um reino. Partiu, acompanhado de seu amigo Auolejê. Oxaguiã não tinha ainda este nome. Chegou num lugar chamado Ejibô e aí tornou-se Elejibô (Rei de Ejibô). Oxaguiã tinha uma grande paixão por inhame pilado, comida que os iorubás chamam iã. Elejibô comia deste iã a todo momento; comia de manhã, ao meio-dia e depois da sesta; comia no jantar e até mesmo durante a noite, se sentisse vazio seu estômago! Ele recusava qualquer outra comida, era sempre iyan que devia ser-lhe servido.
Chegou ao ponto de inventar o pilão para que fosse preparado seu prato predileto. Impressionados pela sua mania, os outros orixás deram-lhe um codinome: Oxaguiã, que significa "Orixá-comedor-de-inhame-pilado", e assim passou a ser chamado.
Auolejê, seu companheiro, era babalaô, um grande adivinho, que o aconselhava no que devia ou não fazer. Certa ocasião, Auoledjê aconselhou a Oxaguiã oferecer: dois ratos de tamanho médio; dois peixes, que nadassem majestosamente; duas galinhas, cujo fígado fosse bem grande; duas cabras, cujo leite fosse abundante; duas cestas de caramujos e muitos panos brancos. Disse-lhe, ainda, que se ele seguisse seus conselhos, Ejibô, que era então um pequeno vilarejo dentro da floresta, tornar-se-ia, muito em breve, uma cidade grande e poderosa e povoada de muitos habitantes.
Depois disso Auolejê partiu em viagem a outros lugares. Ejibô tornou-se uma grande cidade, como previra Auolejê. Ela era arrodeada de muralhas com fossos profundos, as portas fortificadas e guardas armados vigiavam suas entradas e saídas.
Havia um grande mercado, em frente ao palácio, que atraía, de muito longe, compradores e vendedores de mercadorias e escravos. Elejibô vivia com pompa entre suas mulheres e servidores. Músicos cantavam seus louvores. Quando falava-se dele, não se usava seu nome jamais, pois seria falta de respeito. Era a expressão Kabiyesi, isto é, Sua Majestade, que deveria ser empregada.
Ao cabo de alguns anos, Auolejê voltou. Ele desconhecia, ainda, o novo esplendor de seu amigo. Chegando diante dos guardas, na entrada do palácio, Auolejê pediu, familiarmente, notícias do "Comedor-de-inhame-pilado". Chocados pela insolência do forasteiro, os guardas gritaram: "Que ultraje falar desta maneira de Kabiyesi! Que impertinência! Que falta de respeito!" E caíram sobre ele dando-lhe pauladas e cruelmente jogaram-no na cadeia.

Auolejê, mortificado pelos maus tratos, decidiu vingar-se, utilizando sua magia. Durante sete anos a chuva não caiu sobre Ejibô, as mulheres não tiveram mais filhos e os cavalos do rei não tinham pasto. Elejibô, desesperado, consultou um babalaô para remediar esta triste situação. "Kabiyesi, toda esta infelicidade é consequência da injusta prisão de um dos meus confrades! É preciso soltá-lo, Kabiyesi! É preciso obter o seu perdão!"

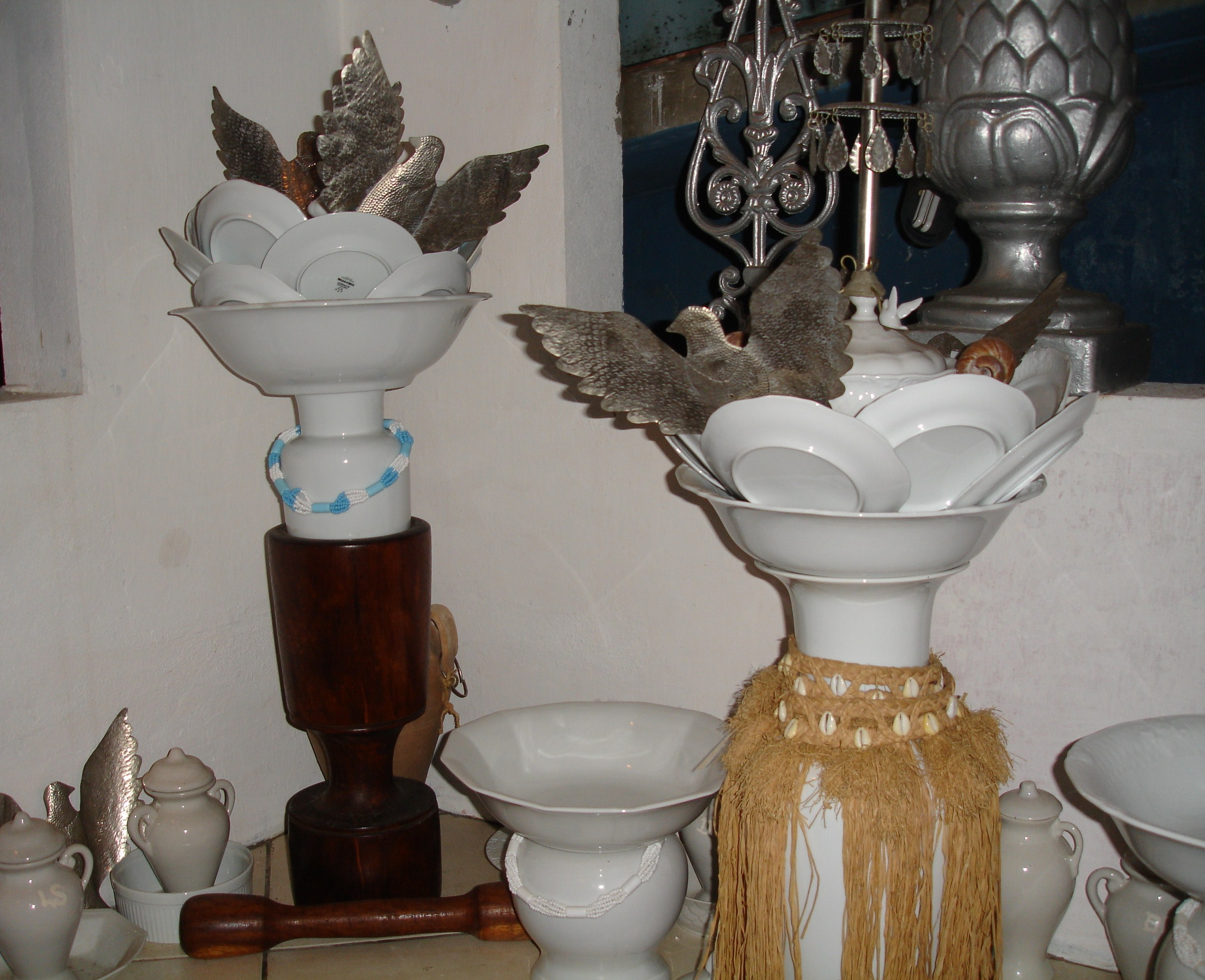
Assentamentos de Oxaguiã com quelé branco e azul

Auolejê foi solto e, cheio de ressentimento, foi-se esconder no fundo da mata. Elejibô, apesar de rei tão importante, teve que ir suplicar-lhe que esquecesse os maus tratos sofridos e o perdoasse.
"Muito bem! - respondeu-lhe. Eu permito que a chuva caia de novo, Oxaguiã, mas tem uma condição: Cada ano, por ocasião de sua festa, será necessário que você envie muita gente à floresta, cortar trezentos Atori. Os habitantes de Ejibô, divididos em dois campos, deverão golpear-se, uns aos outros, até que estas varetas estejam gastas ou quebrem-se".
Desde então, todos os anos, no fim da seca, os habitantes de dois bairros de Ejibô, aqueles de Ixalê Oxolô e aqueles de Oquê Mapô, batem-se todo um dia, em sinal de contrição e na esperança de verem, novamente, a chuva cair.
A lembrança deste costume conservou-se através dos tempos e permanece viva, também, na Bahia.

Por ocasião das cerimônias em louvor a Oxaguiã, as pessoas batem-se umas nas outras, com leves golpes de vareta... e recebem, em seguida, uma porção de inhame pilado, enquanto Oxaguiã vem dançar com energia, trazendo uma mão de pilão, símbolo das preferências gastronômicas do Orixá "Comedor-de-inhame-pilado."

## Brasil
Oxaguiã é um Oxalá jovem. Sempre de branco. Usa espada, escudo, polvarim e mão de pilão. Guerreiro, seu dia da semana é sexta-feira. Come cabra, e é o dono do inhame.
Seu lugar no Panteão dos Orixás
Segundo a mitologia iorubá, o universo foi criado por Olorum. Os filhos de Olorum são os Orixás, que receberam cada qual atribuições e responsabilidades sobre a criação de seu Pai. O primeiro e mais velho dos Orixás é Oxalá, a quem se credita a criação do Homem.
Oxaguiã é apontado como o aspecto jovem de Oxalá, outras vezes é apontado como filho de Oxalufã, o qual é tido como o aspecto velho de Oxalá. Oxaguiã, "o moço", na sua forma "guerreira" de Oxalá, carrega uma espada, cheio de vigor e nobreza.

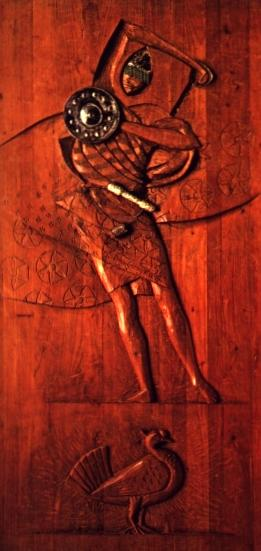
Oxaguiã - escultura de Carybé em madeira, em exposição no Museu Afro-Brasileiro, Salvador, Bahia, Brasil

Na mitologia iorubá, os Orixás associam-se a cidades ou regiões africanas, que seriam regidas ou favorecidas por seu respectivo Orixá. Seu templo principal é em Ejibô, onde ostenta o título de Elejibô, ou Rei de Ejibô.
Orixá do dinamismo e movimento construtivo, da cultura material. Seu domínio são as lutas diárias por sustento e trabalho e a paz. Oxaguiã incentiva o trabalho e a superação. Oxaguiã é o provedor, é o guerreiro da paz. Nunca entra numa batalha para perder, sempre ganhando suas lutas e superando quaisquer obstáculos.
É sempre retratado como um guerreiro forte, astuto e conquistador, Oxaguiã rege as inovações, a busca pelo aprimoramento, o inconformismo. É um Orixá relacionado com o sustento do dia-a-dia, gostando de mesa farta. Seu sustento vem do fundo da terra ou da floresta. Ele detém todas as armas e as usa para alcançar seus objetivos, que são: dar para quem tem fome e até tomar de quem tem muito e não tem fome.
Sua comida favorita é o inhame. Sendo orixá das inovações e invenções, criou para si o pilão, de tal forma que pudesse saborear seu prato favorito. Daí inclusive deriva seu nome: Oxaguiã significa literalmente “Orixá comedor de Inhame Pilado”.
Diz-se que enquanto Ogum fornece meios (ferramentas e armas) Oxaguiã fornece inteligência e vontade para vencer.
Representa o início de um movimento. Este orixá tem personalidade violenta e severa.
É com Oxaguiã que se encerra o ciclo das festas de Oxalá com a festa do Pilão de Oxaguiã (ojó ado)- o dia do pilão.

## Características

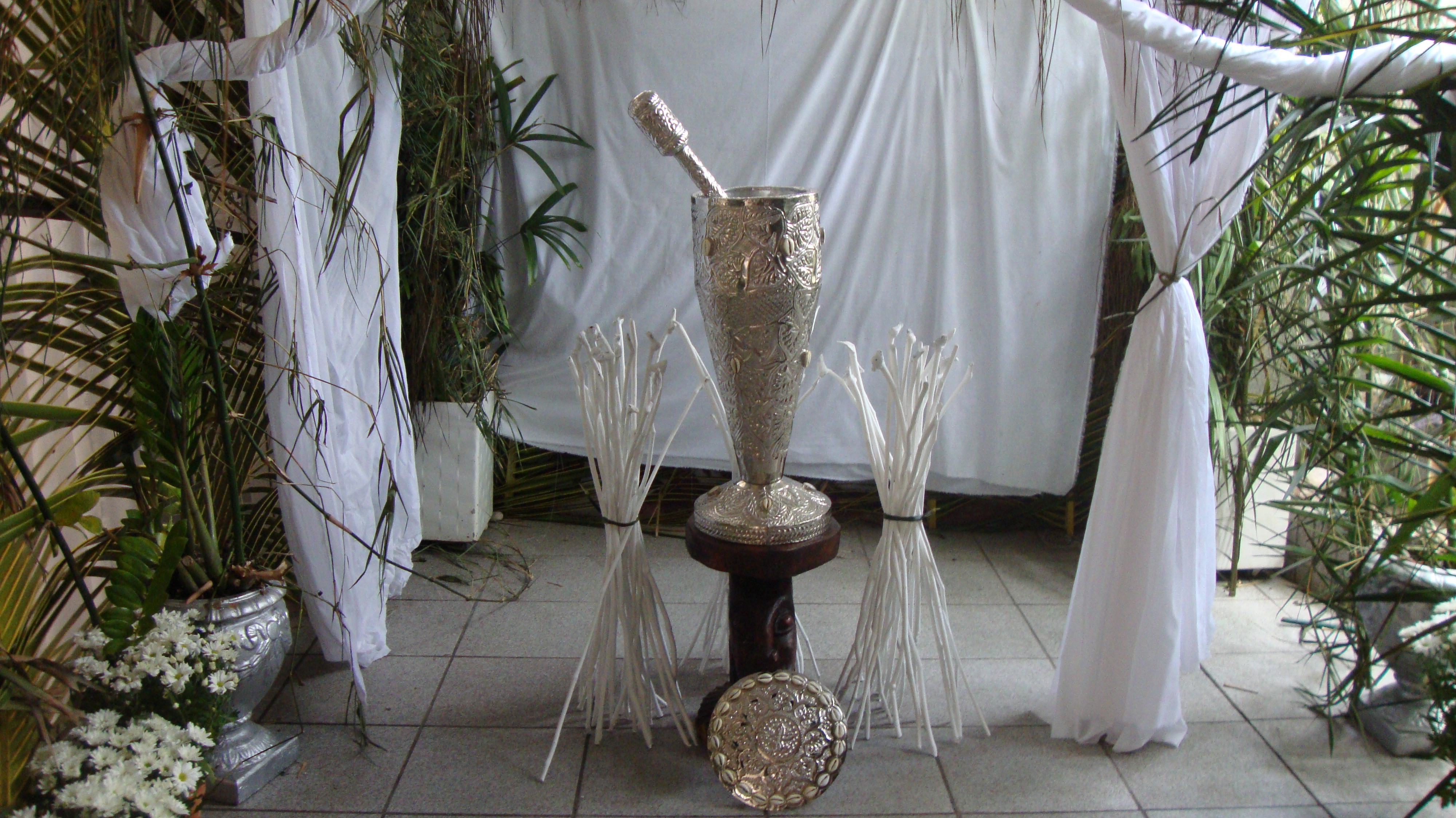
Atori

Suas armas (ferramentas símbolos) são: as espadas (sabre), o Ofá (arco e flecha), o Atori (Vara), o Polvarim, o Escudo e a mão de pilão (seu maior símbolo);
Suas cor: branco;
Seu dia de devoção: Sextas-feiras;
Sua comida é a canjica branca com oito bolas de inhame por cima;
Seu metal: prata e metais brancos;
Suas contas são: brancas intercaladas de azul claro;
Sua festa: Pilão de Oxaguiã (festa dos inhames novos);
Seus elementos: O Ar e a Atmosfera;
Saudação: Epí ìmolé; Epí Epí Baba!!!

## Arquétipo dos filhos de Oxaguiã
A liderança é uma de suas especialidades. Duas características dividem os filhos de Oxaguiã: Uns são amigos das intrigas, são orgulhosos, se acham os melhores , são faladores.
Outros são voltados para a família, calmos e guardam segredos para si, mas todos são teimosos ou como eles próprios dizem determinados.
Na verdade são duas faces de Oxaguiã, numa delas estão os filhos que carregam a espada e os outros, os mais calmos carregam a mão de pilão.
Os filhos de Oxaguiã são valentes, guerreiros, combativos, geniosos, intuitivos , são instáveis, têm caráter romântico e são sensuais. Os filhos de Oxaguiã não desprezam o sexo e cultivam o amor livre.
Além destas características, são alegres, gostam profundamente da vida, são faladores e brincalhões. Ao mesmo tempo são idealistas, defensores dos injustiçados, dos fracos e dos oprimidos.
Frequentemente são Orgulhosos, sedentos de feitos gloriosos.
Oxaguiã é um jovem guerreiro combativo, seus filhos são habitualmente altos, esguios, eventualmente robustos, mas não são agressivos ou brutais.
Os filhos de Oxaguiã são ciumentos e detestam concorrência. São criativos, generosos, inteligentes, sábios e justos. Em seu aspecto negativo porém, são também lentos, mandões, teimosos e podem ser violentos.
Itã do nascimento. Nasceu dentro de uma concha de caramujo. Não tinha mãe. E quando nasceu, não tinha cabeça, por isso perambulava pelo mundo, sem sentido e sem rumo. Um dia encontrou Ori numa estrada e este lhe deu uma cabeça feita de inhame pilado. Apesar de feliz com sua nova cabeça branca, ela esquentava muito, e quando esquentava Oxaguiã criava mais conflitos. E sofria muito. Um dia encontrou a morte (Icu), que lhe ofereceu uma cabeça fria. Apesar do medo que sentia, o calor era insuportável, e ele acabou aceitando a cabeça preta que a morte lhe deu.
Mas essa cabeça era dolorida e fria demais. 
Oxaguiã ficou triste, porque a morte com sua frieza estava o tempo todo com o orixá.
Então Ogum apareceu e deu sua espada para Oxaguiã, que espantou Icu. Ogum também tentou arrancar a cabeça preta de cima da cabeça branca, mas tanto apertou que as duas se fundiram e Oxaguiã ficou com a cabeça azul, agora equilibrada e sem problemas. A partir deste dia ele e Ogum andam juntos transformando o mundo. Oxaguiã depositando o conflito de ideias e valores que mudam o mundo e Ogum fornecendo os meios para a transformação, seja a tecnologia ou a guerra.

## Batalha dos Atoris
Na cidade Africana de Elejibô até hoje por ocasião de sua festa os habitantes são divididos entre dois bairros e trocam golpes de atori (varas), relembrando o mito que diz sobre um Babalaô seu amigo que foi preso pelos guardas de Elejibô, por que se referiu o Rei como, Oxaguiã (Orixá Comedor de Inhame) tendo sido encontrado no calabouço Oxaguiã pediu-lhe perdão só aceito se os moradores da cidade trocassem golpes de varas durante suas festas (sob pena de não haver boa colheita caso isto não acontecesse).

## O Castelo de Ogum
Oxaguiã, jovem filho guerreiro de Oxalá, acompanhava Ogum pela terra em suas guerras. Aproveitava de toda ocasião em que a guerra criava destruição para reconstruir no lugar algo maior e mais próspero. Assim espalhou pelo mundo prosperidade, sem descanso, obrigando todos a trabalhar e progredir. Onde via preguiça, inspirava movimento e crescimento. Um dia, entre uma batalha e outra, Oxaguiã foi à cidade de Ogum para buscar provisões e encontrou um castelo que acabava de ser construído pelo povo do lugar em oferecimento a Ogum.
Oxaguiã perguntou ao povo: “Que vão fazer agora que terminaram de construir o castelo do seu rei?” “Descansar”, eles responderam. Oxaguiã retrucou: “O seu rei ainda demora a voltar; vocês devem aproveitar deste tempo de maneira melhor. Construam um castelo ainda melhor e encham de alegria o seu rei.” Sacou da espado e com um toque empurrou a parede do castelo, que ruiu todo.” Oxaguiã voltou para a guerra, e o povo pôs-se a construir um castelo ainda melhor.
O tempo passou e Oxaguiã voltou à cidade de Ogum em busca de mais provisões. Encontrou lá um castelo ainda maior e melhor do que o que tinha derrubado.
Semelhante diálogo se travou. Oxaguiã perguntou ao povo: “Que vão fazer agora que terminaram o castelo do seu rei?” “Vamos descansar”, eles responderam. Oxaguiã interrogou: “Mais uma vez, o seu rei demora a voltar; vocês que aproveitem ainda deste tempo de maneira melhor. Construam um castelo melhor para o seu rei.” Como tinha feito antes, sacou da espado e com um toque derrubou o castelo.” E partiu para guerra, voltando sempre em busca de novas provisões. Tantas vezes isto aconteceu que o povo do lugar se transformou em um povo de grandes construtores, desenvolvendo engenharia e arquitetura soberba, reconhecida mundialmente. Oxaguiã promove o progresso. Não gosta de ver ninguém parado.

## Ogum faz instrumentos agrícolas para Oxaguiã
Oxaguiã, rei de Ejibô, o Elejibô, chamado "Orixá-Comedor-de-inhame-pilado", inventou o pilão para saborear mais facilmente seus prediletos inhames. Todo o povo do seu reino adotou a sua preferência. Todo o povo de Ejibô comia inhame pilado. E tanto seu comia inhame em Ejibô que já não se dava conta de plantá-lo. E assim, grande fome se abateu sobre o, povo de Oxalá.
Oxaguiã foi consultar Exu, que o mandou fazer sacrifícios e procurar o ferreiro Ogum, que naquele tempo viva nas terras de Ijexá. O que podia fazer Ogum para que o povo de Ejibô tivesse mais inhame?, consultou Oxaguiã. Ogum pediu sacrifícios e logo deu a solução. Em sua forja, Ogum fez ferramentas de ferro.
Fez a enxada e o enxadão, a foice e a pá, fez o ancinho, o rastelo, o arado. "Leve isso para o seu povo, Elejibô, e o trabalho na plantação vai ser mais fácil. Vão colher muitos inhames, mais do que agora quando plantam com as mãos", disse Ogum. E assim foi feito e nunca se plantou tanto inhame e nunca se colheu tanto inhame. E a fome acabou.
O povo de Ejibô, agradecido cultuou Ogum e ofereceu a ele banquetes de inhames e cachorros, caracóis, feijão-preto regado com azeite-de-dendê e cebolas. Ogum disse a Oxaguiã: "Na casa de seu Pai todos se vestem de branco, por isso também assim me visto para receber as oferendas". E o povo o louvava e Ogum ficou feliz. E o povo cantava: "A kaja lónì fun Ògúnja mojuba". "Hoje fazemos sacrifício de cachorros a Ogum, Ogunjá, Ogum que come cachorro, nós te saudamos". Oxaguiã disse a Ogum: "Meu povo nunca há de se esquecer de sua dádiva. Dê-me um laço de seu abadá azul, Ogum, para eu usar com meu axó funfum, minha roupa branca. Vamos sempre nos lembrar de Ogunjá". E, do reino de Ejibô até as terras de Ijexá, todos cantaram e dançaram.
Dia da semana iorubá:
O Oxé é "semana" em iorubá. Diferente da semana ocidental de sete dias, ela tem quatro:
1) Ojô Auó – dia do segredo, quando se cultua Esu, Ifá, Oçânhim e os orixás femininos (Oiá, Oxum, Iemanjá, Obá, Ieuá);
2) Ojô Ixegum – dia da conquista, dedicado aos Olode – deuses de caça – Ogún, Osose, Erinle, Oloogunede. E à família de Ananburucu – Omolu e Oxumarê;
3) Ojô Jacutá – dia de se atirar pedras, é para cultuar Xangô e seus irmãos Dadá Ajacá, Baiâni, Airá, e o povo de Oió em geral;
4) Ojô Aicu – dia que não se morre, dedicado à Obatalá, Oxaguiã, Ebê e todos os orixás funfuns (orixá que participaram da criação do mundo e que vestem branco) (Awon Ewé Njé Folhas funcionam, Sandra Epega).